# ميغيل أنخيل فيليكس غالاردو
ميغيل أنخيل فيليكس غالاردو (بالإسبانية: Miguel Ángel Félix Gallardo)‏؛ يشار إليه عادة باسمه الشهير العراب، وهو بارون المخدرات المكسيكية المدان الذي شكّل كارتل غوادالاخارا في ثمانينيات القرن الماضي، ويسيطر على جميع أماكن تهريب المخدرات في المكسيك والممرات على طول الحدود بين المكسيك والولايات المتحدة.
ألقي القبض على فيليكس غالاردو بسبب مقتل وكيل إدارة مكافحة المخدرات إنريك "كيكي كامارينا"، الذي تعرض للتعذيب حتى الموت على أحد مزارع فيليكس غالاردو، كان فيليكس غالاردو يقضي حكمه البالغ 37 سنة في سجن ألتيبلانو ذي الحراسة المشددة، لكنه نُقل إلى مرفق أمن متوسط في عام 2014 ، بسبب تدهور صحته.

## النشأة
ولد في مزرعة في بيلافيستا، على مشارف كولياكان، سينالوا، تخرج فيليكس غالاردو من المدرسة الثانوية ودرس الأعمال في الكلية وحصل على وظيفة كعامل مكسيكي في الشرطة القضائية الفيدرالية، كان يعمل كحارس شخصي لعائلة حاكم ولاية سينالوا ليوبولدو سانشيز كيليس.
بدأ فيليكس غالاردو العمل لصالح مهربي المخدرات الذين كانوا يسوّقون الفساد في المسؤولين الحكوميين، وقام مع رافائيل كارو كوينتيرو وإرنستو فونسيكا كاريو، اللذان كانا يعملان في منظمة ألفيليس الإجرامية، بالسيطرة على طرق الاتجار بعد مقتل أفيليس في تبادل لإطلاق النار مع الشرطة.

## اتصالات مع الكارتلات الكولومبية
في أوائل الثمانينات من القرن العشرين، ازدادت جهود منع المخدرات في جميع أنحاء ولاية فلوريدا التي كانت في ذلك الوقت وجهة الشحن الرئيسية لمهربي المخدرات غير الشرعيين، ونتيجة لذلك بدأت الكارتلات الكولومبية في استخدام المكسيك كنقطة انتقال أساسية.
وكان خوان ماتا-باليستروس تاجر المخدرات التي كانت المكسيك نقطة رئيسية لشبكته، قد نجح بأقامة شبكة علاقات مع سانتياجو أوكامبو رئيس كالي كارتل الكولومبية، أكبر حلقات تهريب الكوكايين إلى الولايات المتحدة. بهذا أصبح ماتا-باليستروس أول من ربط مهربي المخدرات المكسيكيين بكارتلات الكوكايين الكولومبية، ومهد هذا الربط، الطريق أمام زيادة كبيرة في كمية الكوكايين المهربة إلى الولايات المتحدة خلال أواخر سبعينيات وثمانينيات القرن العشرين. وبدلاً من دفع مبالغ نقدية نظير خدمات مهربي هذه الشبكات، كان المهربون يستلمون 50٪ من الكوكايين الذي ينقلونه من كولومبيا للولايات المتحدة، وكان هذا الإجراء يعدّ مربحًا للغاية بالنسبة لهم. حتى قدّر بعض الباحثين أن أرباح شبكة التهريب هذه التي كان يديرها فيليكس غالاردو وإرنستو فونسيكا كاريللو وكارو كوينتيرو، كانت قد بلغت خمسة مليارات دولار سنوياً.
حتى نهاية الثمانينيات، كان ائتلاف سينالوا الذي يرأسه فيليكس غالاردو (الذي ضم ما يعرف اليوم بكارتلات سينالوا وتيخوانا وجواريز وباسيفيكا سور) احتكرا بشكل شبه تام جميع أعمال الاتجار غير المشروع بالمخدرات في المكسيك.

## مقتل عميل سري من إدارة مكافحة المخدرات
تمكَّن "كيكي كامارينا"، وهو عميل سري من إدارة مكافحة المخدرات الأمريكية، من التسلل إلى داخل منظمة تجارة المخدرات والتقرب من فيليكس غالاردو، في عام 1984 ، قام 450 جنديًا مكسيكيًا مدعومين بطائرات الهليكوبتر بتدمير المزرعة متكونة من (2,500 فدان) من الماريجوانا تُعرف باسم «رانشو بوفالو» في تشيهواهوا المكسيك، والتي يُعرف أنها تحميها عناصر المخابرات المكسيكية جزء من «عملية العراب». عمل آلاف المزارعين في الحقول في رانشو بوفالو، وتم تقييم الإنتاج السنوي في وقت لاحق بمبلغ 8 مليارات دولار. كل هذا حدث مع معرفة الشرطة المحلية والسياسيين والجيش، وبدأ كامارينا أيضاً في فضح الروابط بين مهربي المخدرات، وإنفاذ القانون المكسيكي، والمسؤولين الحكوميين رفيعي المستوى داخل الحزب، الذي اعتبره فيليكس غالاردو تهديداً رئيسياً لعمليات غوادالاخارا في جميع أنحاء المكسيك.
ردا على ذلك، أمر فيليكس غالاردو باختطاف كامارينا. في 7 فبراير 1985، خطف ضباط شرطة في خاليسكو على قائمة الرواتب كامارينا لدى مغادرته القنصلية الأمريكية تم اختطافه بعد ذلك، أحضروه إلى مزرعة يملكها فيليكس غالاردو وتعرضوا للتعذيب الوحشي على مدار 30 ساعة. في 9 فبراير / شباط، قُتل «كامارينا» عندما تم حفر ثقب في رأسه باستخدام مثقاب كهربائي قوي، تم العثور على جثته الملفوفة في وقت لاحق، جنبا إلى جنب مع الطيار، في حفرة ضحلة في مزرعة في ولاية ميتشواكان.
دفع مقتل كامارينا إلى واحد من أكبر تحقيقات جرائم القتل التي أجرتها إدارة مكافحة المخدرات على الإطلاق، عملية لييندا، تم إرسال وحدة خاصة لتنسيق التحقيق في المكسيك، حيث كان يتورط المسؤولون الفاسدون.
حدد المحققون فيليكس غالاردو وشخصيه المقربين، ارنستو فونسيكا كاريو ورافاييل كارو كوينتيرو، باعتبارهما المشتبه بهم الرئيسيين في عملية الخطف، تحت ضغط من الولايات المتحدة، تم القبض على فونسيكا وكوينتو، ولكن فيليكس غالاردو لا يزال يتمتع بالحماية السياسية.

## ألقاء القبض
بقى فيليكس غالاردو في مكان متخفي، وانتقل عام 1987 مع عائلته إلى مدينة غوادالاخارا تم القبض عليه في المكسيك في 8 أبريل 1989 ، واتهم من قبل السلطات في المكسيك والولايات المتحدة بخطف وقتل وكيل إدارة مكافحة المخدرات إنريكي كيكي كامارينا، وتهريب المخدرات والجرائم العنيفة المتعددة.
ووفقا لمسؤولين أمريكيين، أمضى فيليكس غالاردو أيضا بعض الوقت كضيف في منزل حاكم سينالوا، الذي نفاه الحاكم أنطونيو توليدو كورو، عندما سئل عن اتحاده مع فيليكس غالاردو، قال حاكم توليدو إنه «ليس على علم بأية مذكرات اعتقال معلقة» ضد فيليكس غالاردو.
كان اعتقال فيليكس غالاردو حافزًا لفضح الفساد المتفشي على المستويات السياسية وإنفاذ القانون في المكسيك، في غضون أيام من اعتقال فيليكس غالاردو، وتحت ضغط من وسائل الإعلام، ألقي القبض على العديد من قادة الشرطة، وما لا يقل عن 90 ضابطًا هربوا.